# Etienne Schouppe
Etienne Adolf Schouppe, né le 24 juillet 1942 à Denderleeuw, est un homme politique belge néerlandophone et ancien président du parti CD&V. Il est également administrateur délégué de la SNCB de 1987 à 2002. Il est du 20 mars 2008 au 5 décembre 2011 secrétaire d'État à la Mobilité, adjoint au Premier ministre Yves Leterme, dans les gouvernements Leterme I, Leterme II et Van Rompuy.

## Biographie
Etienne Schouppe est titulaire d'une licence en sciences commerciales et financières obtenue en 1967 à la Haute école Erasmus de Bruxelles.
Il s'est longtemps concentré sur une carrière à la SNCB, n'exerçant que des mandats locaux. Il est devenu conseiller communal CVP de Liedekerke en 1977, puis premier échevin de 1983 à 1989, et bourgmestre de 1989 à 2000. Il est depuis resté conseiller communal et est toujours Président du Conseil Communal de Liedekerke.
Devenu Chef de Cabinet de la Secrétaire d'État aux Postes et Télécommunications, Paula D'Hondt, Étienne Schouppe est nommé par le gouvernement fédéral comme administrateur délégué de la SNCB en 1987. La construction des lignes à grande vitesse et le développement de la filiale logistique ABX figurent parmi les évolutions importantes de son mandat. Cette filiale avait, d'après Schouppe, une importance stratégique dans la voie vers la privatisation du transport ferroviaire en Europe. En 2000, elle dispose, notamment grâce à des rachats, d'un réseau étendu de transports terrestres, maritimes et aériens en Europe et en Asie. Durant ce mandat, l'effectif de l'entreprise est également réduit de 68 000 à 42 000 personnes.
La carrière d'Etienne Schouppe dans les transports ferroviaires cesse en avril 2002, du fait de difficultés apparues entre lui et la ministre des Transports d'alors Isabelle Durant, dont les visions sur l'avenir et la restructuration du secteur sont opposées. Sa succession est difficile : Christian Heinzmann, dirigeant de Luxair, est d'abord appelé à succéder à Schouppe, mais accepte puis décline la proposition. Karel Vinck, ancien président de l'organisation patronale flamande VEV, est finalement nommé administrateur délégué de la SNCB, tandis qu'Etienne Schouppe demeure président d'ABX jusqu'en novembre 2003.

### Carrière politique
La carrière politique nationale d'Etienne Schouppe débute lors des élections fédérales de 2003, lorsque le président du CD&V Stefaan De Clerck lui propose de rejoindre la liste sénatoriale du parti. Schouppe décide de ne pas poursuivre sa carrière dans le privé, et se lance dans la campagne électorale, en partie, d'après ses propres dires, par revanche envers la politique. Il obtient un score surprenant de 117 000 voix de préférences, soit plus du double de ce qu'il escomptait, et devient de ce fait un « poids lourd » du parti. Il y est élu secrétaire politique.
Aux élections régionales de juin 2004, il est candidat au Parlement flamand dans la province de Flandre-Orientale. Il est élu, et nommé peu après sénateur communautaire par ses pairs.
Du fait de la nomination de Jo Vandeurzen au ministère de la Justice du Gouvernement Verhofstadt III, Étienne Schouppe devient le 20 décembre 2007 président intérimaire du CD&V. Il entre lui-même dans le gouvernement Leterme I le 20 mars 2008 comme secrétaire d'État auprès du Premier ministre chargé de la Mobilité. 
Il présente lors du Conseil des Ministres du 19 décembre 2008 - une heure avant la démission d'Yves Leterme - un nouveau plan de vol pour l'aéroport de Bruxelles-National, lequel succède au très contesté Plan de Dispersion de Bert Anciaux. Le Plan Schouppe mieux équilibré et respectable est entré en service le 2 février 2009 sans faire l'objet de la moindre contestation, après avoir été approuvé par les partis composant la majorité gouvernementale au Fédéral. De façon tout aussi secrète, il négocie un second accord approuvé à la surprise générale par le Conseil des Ministres du 26 février 2010 sur les nouvelles routes de décollage ainsi que sur les valeurs des normes de vent à Bruxelles-National; plan Schouppe qui est en cours de préparation.
Le 1er juillet 2010, non réélu aux élections du 13 juin et non coopté, il annonce qu'il arrête la politique, mais il sera à nouveau coopté sénateur le 21 décembre 2012 et ce jusqu'au 25 mai 2014.